# 庞林太
庞林太（1938年—），男，山西太原人，中国武术教育家，曾任山西省武术队总教练，中国武术协会委员。在“中华武林百杰”评选活动中被评为十大武术教练。